# Гневомеж
Гневомеж (пол. Gniewomierz) — село в Польщі, у гміні Легницьке Поле Легницького повіту Нижньосілезького воєводства.
Населення — 514 осіб (2011).
У 1975-1998 роках село належало до Легницького воєводства.

## Демографія
Демографічна структура станом на 31 березня 2011 року:
|          | Загалом | Допрацездатний вік | Працездатний вік | Постпрацездатний вік |
| -------- | ------- | ------------------ | ---------------- | -------------------- |
| Чоловіки | 261     | 67                 | 171              | 23                   |
| Жінки    | 253     | 48                 | 153              | 52                   |
| Разом    | 514     | 115                | 324              | 75                   |